# Nappe des calcaires carbonifères
L'aquifère des calcaires carbonifères est le plus important de Région wallonne, en Belgique - il s'étend des villes de Visé à l'est à Tournai à l'ouest. D'un point de vue géologique, ce système occupe le synclinorium de Namur et les calcaires du Tournaisis. Il s'étend par ailleurs vers la Flandre au nord et Lille en France au nord-ouest.
Cet aquifère est exploité pour l'alimentation en eau potable d'importantes villes de Belgique (Gand, Tournai). Il fait également l'objet d'un dénoyage très important au droit des exploitations de calcaires (la plus importante étant située à Gaurain-Ramecroix). Dans un souci de gestion globale de la nappe des calcaires carbonifères, un partenariat existe consistant à rendre disponible l'eau du dénoyage aux distributeurs d'eau potable.
Cet aquifère a une composante karstique fort développée - par exemple, des effondrements karstiques sont légion dans le Hainaut. Par ailleurs, les vides de taille variée sont souvent croisés en forage, les vitesses d'écoulement reconnues par traçage sont très importantes et les rabattements provoqués par les essais de pompages sont, dans certains cas, anodins.